# Classifica delle Università Italiane per numero di studenti
Annualmente il Ministero dell'università e della ricerca pubblica la classifica delle università italiane pubbliche per numero di iscritti. Di seguito la tabella (a.a. 2023/24):
| Posizione | Nome                                                             | Città                       | Regione               | Studenti |
| --------- | ---------------------------------------------------------------- | --------------------------- | --------------------- | -------- |
| 1         | Università degli Studi di Roma "La Sapienza"                     | Roma                        | Lazio                 | 120 000  |
| 2         | Università telematica "Pegaso"                                   | Napoli                      | Campania              | 99 556   |
| 3         | Università di Bologna                                            | Bologna                     | Emilia-Romagna        | 96 984   |
| 4         | Università degli Studi di Torino                                 | Torino                      | Piemonte              | 79 064   |
| 5         | Università degli Studi di Padova                                 | Padova                      | Veneto                | 74 500   |
| 6         | Università degli Studi di Napoli Federico II                     | Napoli                      | Campania              | 70 415   |
| 7         | Università degli Studi di Milano                                 | Milano                      | Lombardia             | 57 361   |
| 8         | Università telematica Universitas Mercatorum                     | Roma                        | Lazio                 | 54 879   |
| 9         | Università degli Studi di Firenze                                | Firenze                     | Toscana               | 54 801   |
| 10        | Politecnico di Milano                                            | Milano                      | Lombardia             | 47 637   |
| 11        | Università degli Studi di Palermo                                | Palermo                     | Sicilia               | 43 937   |
| 12        | Università di Pisa                                               | Pisa                        | Toscana               | 43 420   |
| 13        | Università telematica e-Campus                                   | Novedrate                   | Lombardia             | 42 604   |
| 14        | Università Cattolica del Sacro Cuore                             | Milano, Roma                | Lombardia, Lazio      | 42 281   |
| 15        | Università degli Studi di Bari Aldo Moro                         | Bari                        | Puglia                | 39 458   |
| 16        | Università degli Studi di Catania                                | Catania                     | Sicilia               | 37 767   |
| 17        | Università degli Studi di Milano-Bicocca                         | Milano                      | Lombardia             | 36 434   |
| 18        | Università degli Studi di Parma                                  | Parma                       | Emilia-Romagna        | 35 377   |
| 19        | Politecnico di Torino                                            | Torino                      | Piemonte              | 34 797   |
| 20        | Università degli Studi Roma Tre                                  | Roma                        | Lazio                 | 33 471   |
| 21        | Università degli Studi di Salerno                                | Fisciano-Salerno            | Campania              | 32 974   |
| 22        | Università degli Studi di Genova                                 | Genova                      | Liguria               | 31 860   |
| 23        | Università degli Studi di Roma Tor Vergata                       | Roma                        | Lazio                 | 30 685   |
| 24        | Università degli Studi di Perugia                                | Perugia                     | Umbria                | 28 657   |
| 25        | Università degli Studi di Ferrara                                | Ferrara                     | Emilia-Romagna        | 26 731   |
| 26        | Università degli Studi di Pavia                                  | Pavia                       | Lombardia             | 26 448   |
| 27        | Università degli Studi di Modena e Reggio Emilia                 | Modena-Reggio Emilia        | Emilia-Romagna        | 25 523   |
| 28        | Università degli Studi di Verona                                 | Verona                      | Veneto                | 25 510   |
| 29        | Università degli Studi di Messina                                | Messina                     | Sicilia               | 24 545   |
| 30        | Università degli Studi di Cagliari                               | Cagliari                    | Sardegna              | 24 314   |
| 31        | Università degli Studi della Campania Luigi Vanvitelli           | Caserta                     | Campania              | 23 586   |
| 32        | Università della Calabria                                        | Rende-Cosenza               | Calabria              | 23 401   |
| 33        | Università degli Studi "Gabriele d'Annunzio"                     | Chieti-Pescara              | Abruzzo               | 21 048   |
| 34        | Università del Salento                                           | Lecce                       | Puglia                | 20 201   |
| 35        | Università Ca' Foscari Venezia                                   | Venezia                     | Veneto                | 19 134   |
| 36        | Università degli Studi di Bergamo                                | Bergamo                     | Lombardia             | 18 944   |
| 37        | Università telematica "Guglielmo Marconi"                        | Roma                        | Lazio                 | 18 787   |
| 38        | Università degli Studi "Niccolò Cusano"                          | Roma                        | Lazio                 | 17 356   |
| 39        | Università telematica internazionale "UniNettuno"                | Roma                        | Lazio                 | 16 908   |
| 40        | Università degli Studi di Trieste                                | Trieste                     | Friuli-Venezia Giulia | 16 705   |
| 41        | Università degli Studi dell'Aquila                               | L'Aquila                    | Abruzzo               | 16 548   |
| 42        | Università degli Studi di Trento                                 | Trento                      | Trentino-Alto Adige   | 16 326   |
| 43        | Università degli Studi di Brescia                                | Brescia                     | Lombardia             | 15 700   |
| 44        | Università Politecnica delle Marche                              | Ancona                      | Marche                | 15 639   |
| 45        | Università degli Studi di Siena                                  | Siena                       | Toscana               | 14 785   |
| 46        | Università degli Studi di Udine                                  | Udine                       | Friuli-Venezia Giulia | 14 544   |
| 47        | Università degli Studi del Piemonte Orientale Amedeo Avogadro    | Alessandria-Novara-Vercelli | Piemonte              | 13 994   |
| 48        | Università commerciale Luigi Bocconi                             | Milano                      | Lombardia             | 13 750   |
| 49        | Università degli Studi di Urbino "Carlo Bo"                      | Urbino                      | Marche                | 13 507   |
| 50        | Università degli Studi di Foggia                                 | Foggia                      | Puglia                | 13 472   |
| 51        | Università degli Studi di Napoli "Parthenope"                    | Napoli                      | Campania              | 13 424   |
| 52        | Università telematica San Raffaele                               | Roma                        | Lazio                 | 12 673   |
| 53        | Università degli Studi di Sassari                                | Sassari                     | Sardegna              | 11 989   |
| 54        | Università degli Studi Magna Græcia di Catanzaro                 | Catanzaro                   | Calabria              | 11 449   |
| 55        | Università degli Studi dell'Insubria                             | Como-Varese                 | Lombardia             | 11 326   |
| 56        | Libera università internazionale degli studi sociali Guido Carli | Roma                        | Lazio                 | 11 061   |
| 57        | Politecnico di Bari                                              | Bari                        | Puglia                | 9 969    |
| 58        | Università degli Studi di Napoli "L'Orientale"                   | Napoli                      | Campania              | 9 327    |
| 59        | Università degli Studi di Macerata                               | Macerata                    | Marche                | 8 947    |
| 60        | Libera Università Maria Santissima Assunta                       | Roma                        | Lazio                 | 8 929    |
| 61        | Università degli Studi "Suor Orsola Benincasa"                   | Napoli                      | Campania              | 8 759    |
| 62        | Libera università di lingue e comunicazione IULM                 | Milano                      | Lombardia             | 7 825    |
| 63        | Università degli Studi della Tuscia                              | Viterbo                     | Lazio                 | 7 658    |
| 64        | Università degli Studi di Cassino e del Lazio Meridionale        | Cassino                     | Lazio                 | 7 305    |
| 65        | Università degli Studi del Molise                                | Campobasso                  | Molise                | 6 775    |
| 66        | Università degli Studi di Camerino                               | Camerino                    | Marche                | 5 725    |
| 67        | Università degli Studi della Basilicata                          | Potenza-Matera              | Basilicata            | 5 631    |
| 68        | Università Kore di Enna                                          | Enna                        | Sicilia               | 5 381    |
| 69        | Università Vita-Salute San Raffaele                              | Milano                      | Lombardia             | 5 161    |
| 70        | Università degli Studi di Teramo                                 | Teramo                      | Abruzzo               | 4 814    |
| 71        | Università degli Studi "Mediterranea" di Reggio Calabria         | Reggio Calabria             | Calabria              | 4 745    |
| 72        | Università Iuav di Venezia                                       | Venezia                     | Veneto                | 4 470    |
| 73        | Università telematica UNITELMA Sapienza                          | Roma                        | Lazio                 | 3 553    |
| 74        | Università degli Studi del Sannio                                | Benevento                   | Campania              | 3 522    |
| 75        | Libera Università di Bolzano                                     | Bolzano                     | Trentino-Alto Adige   | 3 440    |
| 76        | Saint Camillus International University of Health Sciences       | Roma-Cefalù-Venezia         | Lazio-Sicilia-Veneto  | 2 971    |
| 77        | Università Campus Bio-Medico                                     | Roma                        | Lazio                 | 2 931    |
| 78        | Università Carlo Cattaneo                                        | Castellanza                 | Lombardia             | 2 531    |
| 79        | Università degli Studi di Roma Foro Italico                      | Roma                        | Lazio                 | 2 383    |
| 80        | Università Europea di Roma                                       | Roma                        | Lazio                 | 2 379    |
| 81        | Università telematica Giustino Fortunato                         | Benevento                   | Campania              | 2 189    |
| 82        | Humanitas University                                             | Pieve Emanuele              | Lombardia             | 2 020    |
| 83        | Libera Università Mediterranea                                   | Casamassima                 | Puglia                | 2 018    |
| 84        | Università telematica "Italian University Line"                  | Firenze                     | Toscana               | 1 767    |
| 85        | Università per stranieri di Siena                                | Siena                       | Toscana               | 1 657    |
| 86        | Università degli Studi Internazionali di Roma                    | Roma                        | Lazio                 | 1 358    |
| 87        | Università per stranieri di Perugia                              | Perugia                     | Umbria                | 997      |
| 88        | Università della Valle d'Aosta                                   | Aosta                       | Valle d'Aosta         | 954      |
| 89        | Link Campus University                                           | Roma                        | Lazio                 | 856      |
| 90        | Università per stranieri "Dante Alighieri" di Reggio Calabria    | Reggio Calabria             | Calabria              | 329      |
| 91        | Università telematica "Leonardo da Vinci"                        | Torrevecchia Teatina        | Abruzzo               | 314      |
| 92        | Università degli Studi di scienze gastronomiche                  | Bra                         | Piemonte              | 276      |